# Fiódor Khitruk
Fiódor Khitruk   (Tver, 18 d'abril de 1917 (Julià) - Moscou, 3 de desembre de 2012)
Fiódor Savélievitx Khitruk, rus: Фёдор Саве́льевич Хитру́к, va ser un dels més influents animadors i directors d'animació rus.

## Biografia
Khitruk va nàixer a Tver, Imperi Rus, en una família jueva, i va arribar a Moscou per estudiar disseny gràfic a l'Escola d'Arts Aplicades OGuIZ. Es va graduar el 1936 i va començar a treballar amb Soiuzmultfilm el 1938 com un animador. Des del 1962 en endavant, va treballar com a director. La seva primera pel·lícula Història d'un crim va tenir un gran èxit. Avui en dia, aquesta pel·lícula és vista com el començament d'un renaixement del Cinema d'animació de la Unió Soviètica després de dos dècades vivint a les ombres del realisme socialista.
Trencant amb els cànons "naturalistes" a imitació de l'estil Disney hegemònics als dibuixos animats soviètics dels anys 50 i part dels 60, Khitruk va crear el seu propi estil, senzill, alhora que profund a diversos nivells, i amb una línia clara i uns dibuixos amb brillantor.
Khitruk va dirigir excel·lents curtmetratges d'animació, obres que són considerades clàssiques com Txelovek v ramke ("L'home al marc") (1966), una sàtira social sobre els buròcrates; la paràbola filosòfica Óstrov ("L'illa") (1973) que parla sobre la solitud d'un home en la societat moderna; la pel·lícula biogràfica Junger Mann namens Engels - Ein Portrait in Briefen, Ein (1970), que parla sobre la joventut de Friedrich Engels; la paròdia Film, film, film (1968), que parla sobre la vida d'un director de cinema i la pel·lícula anti-bèl·lica Lev i bik ("El lleó i el bou") (1984).
Tanmateix, el seu treball més conegut va ser l'adaptació dels contes de Winnie-the-Pooh, Vinni-Pukh, que va fer entre 1969 i 1972. Arran d'aquesta adaptació, el personatge de Vinni-Pukh va convertir-se en un referent de la joventut soviètica.
Durant la seua llarga carrera, va ser guardonat amb innombrables premis pels principals festivals de cinema del món.
L'abril de 1993, Khitruk i altres tres dels més reeixits animadors soviètics (Iuri Norstein, Andrei Khrjanovski i Eduard Nazàrov) fundaren "XAR", un estudi i escola d'animació de Rússia.
En 2008, va publicar un llibre en dos volums titulat La professió de l'animació («Профессия – аниматор»). També és l'avi de la virtuosa del violí Anastassia Khitruk.
Va morir a Moscou com a conseqüència de la malaltia de Parkinson, està enterrat al cementiri de Novodevitx.

## Filmografia

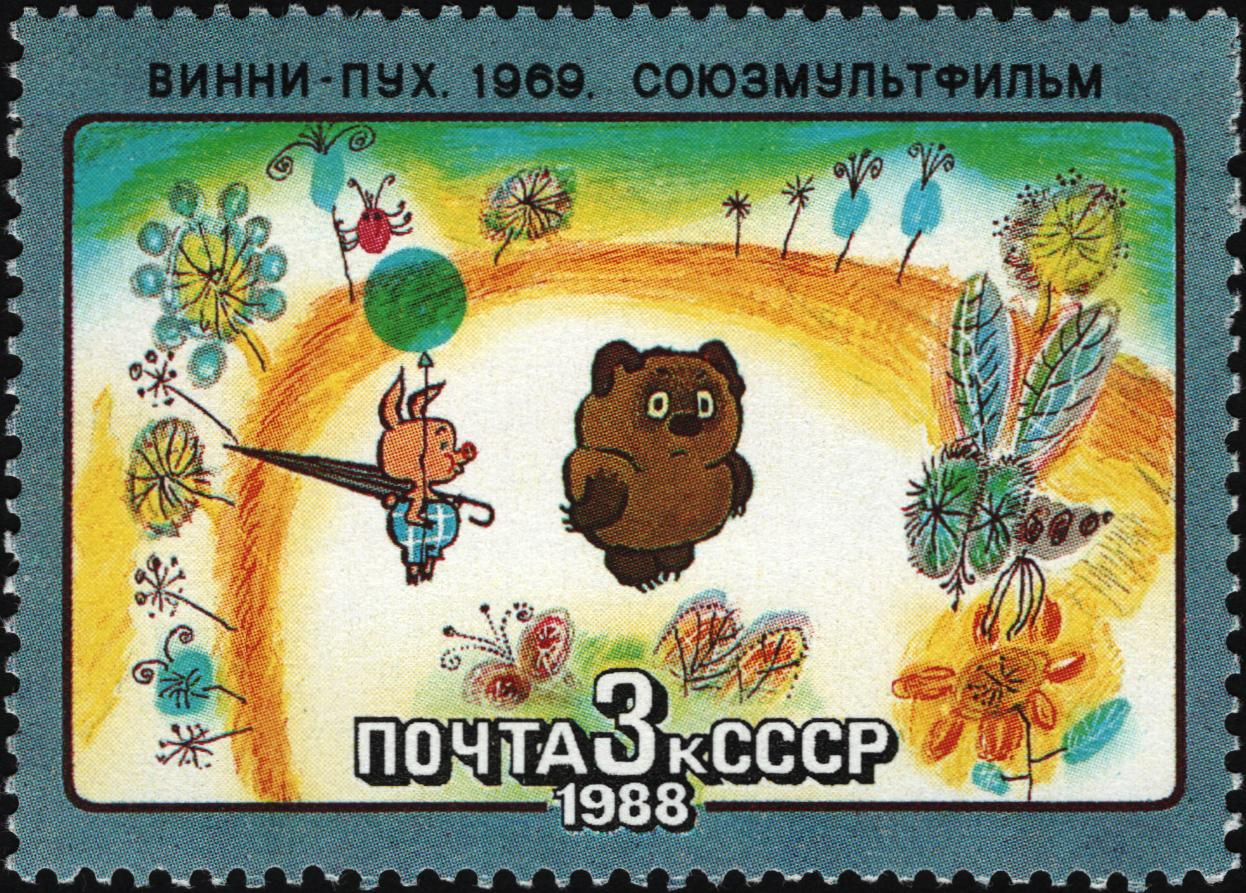
Segell soviètic de 1988 amb Vinni Pukh i el Porquet, ambdós personatges animats per Khitruk.

- Història d'un crim (История одного преступления, 1962)
- Toptijka (Топтыжка, 1964)
- Les vacances de Bonifaci (Каникулы Бонифация, 1965)
- L'home al marc (Человек в рамке, 1966)
- Othello-67 (Отелло-67, 1967)
- Film, film, film (Фильм, фильм, фильм, 1968)
- Vinni-Pukh (Винни-Пух, 1969)
- El jove Friedrich Engels (Юноша Фридрих Энгельс, 1970)
- Vinni-Pukh va de visita (Винни-Пух идет в гости, 1971)
- Vinni-Pukh i el dia de preocupacions (Винни-Пух и день забот, 1972)
- L'illa (Остров, 1973)
- Et regalo una estrela (Дарю тебе звезду, 1974)
- Icarus i els savis (Икар и мудрецы, 1976)
- Els campions olímpics (Олимпионики, 1982)
- L'home i el bou (Лев и бык, 1983)